# Verlan

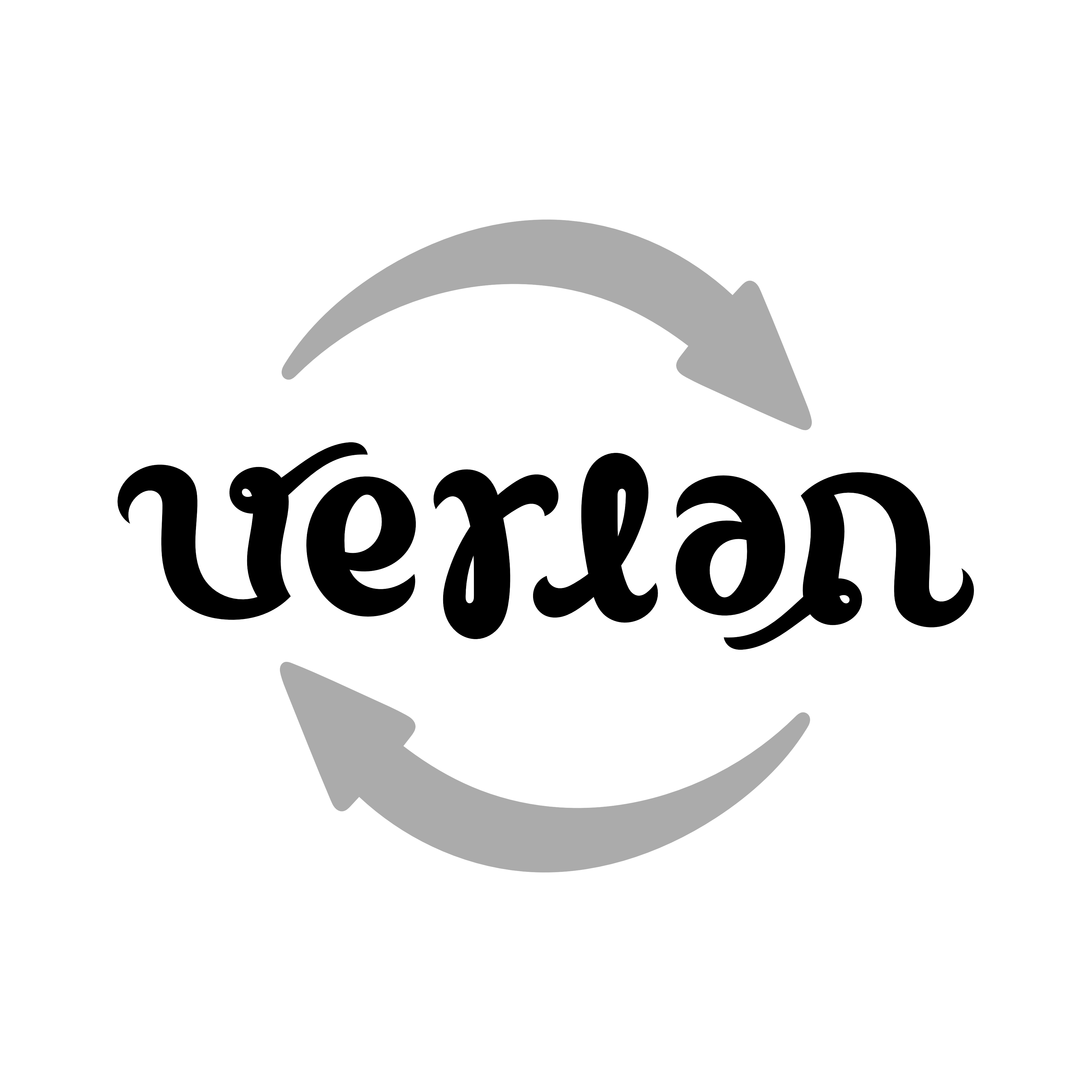
Ambigram verlan

Het verlan is een populaire Franse spraakkunst die niet alleen onder jongeren veelvuldig wordt gebruikt, maar ook als "hippe" spreektaal, mede dankzij de muziek en film, onder brede lagen van de Franse bevolking begrepen wordt dan wel zelf gehanteerd wordt. Het bestaat uit woordspelingen waarbij de lettergrepen van plaats worden verwisseld. De term verlan zelf is het omgekeerde van 'l'envers', Frans voor 'het omgekeerde'.
Hoewel de omkering van lettergrepen al sinds de Middeleeuwen in het Frans (en ook in andere talen) als een vorm van geheimtaal (argot) kon dienen, moet de oorsprong van het huidige Franse gebruik en de functie van het verlan in de stedelijke onderwereld (la pègre) gezocht worden: het diende vooral om de politie in verwarring te brengen. Deze rol is reeds bekend sinds de 19de eeuw. Het werd populair onder de jongeren van de Parijse banlieues, toen ook linkse intellectuelen (vaak zelf afkomstig van volksbuurten) het verlan voor hun toespraken en pamfletten gingen toepassen, zoals de geëngageerde zanger Renaud Séchan, die zijn lied Laisse béton in 1977 ten gehore bracht. Sindsdien zijn vele oorspronkelijke woorden in het verlan ook in het doorsnee-Frans ingeburgerd geraakt.

## Algemene kenmerken en structuur

### Woordvorming
Er zijn enkele algemene regels vast te stellen bij de vorming van woorden in het verlan:
- De omkering van de lettergrepen wordt vooral door de uitspraak van een woord bepaald, niet zozeer door de (vaak historische) spelling. Zo worden de Franse dubbele medeklinkers in bijvoorbeeld femme of fesse in de uitspraak in feite als een enkele medeklinker gerealiseerd (in tegenstelling tot bijvoorbeeld het Italiaans).
- Woorden in het verlan zijn over het algemeen een- of tweelettergrepig.
- Bij de omkering van de lettergrepen wordt de stomme eindklinker -e van de laatste lettergreep in de regel als eu [œ] uitgesproken, maar de eindklinker wordt achterwege gelaten als het dan een drielettergrepig woord zou opleveren. In sommige eenlettergrepige woorden die op een medeklinker eindigen wordt de stomme eindklinker erbij "gedacht" (bijv. flic -> flique -> keufl -> keuf).
- De -i die na omkering aan het eind van een woord zou verschijnen, wordt over het algemeen weggelaten, tenzij er een moeilijk uit te spreken groep van medeklinkers ontstaat.
- De beginklinker van een woord wordt in het verlan weggelaten, waarna de overgebleven lettergrepen van plaats wisselen.
- Dubbele medeklinkers die na de omkering aan het eind van een woord zouden ontstaan en die moeilijk uit te spreken zijn, worden vereenvoudigd (zoals keufl -> keuf).

Enkele voorbeelden ter illustratie:
- Une femme (= 'vrouw') →  verlan = une meuf
- Laisse tomber (= 'laat maar zitten', lett. 'laat vallen') → ton + bé → bé+ton  →   verlan = laisse béton
- Un flic (= 'politieagent') → fli + que → que + f →  verlan = un keuf
- La cité (= 'stad') → ci-té  →  la té-ci → verlan = tess
- Maestro → mae-stro  →  verlan = Stromae  (artiestennaam van de bekende Belgische zanger Paul Van Haver)

### Gangbare vormen in hetverlan
Hoewel in principe elk normaal Frans woord tot een verlan-woord omgevormd kan worden, beklijft het in de meeste gevallen zelden. 
De volgende serie verlan-woorden, die geenszins compleet (kunnen) zijn, zijn min of meer gangbaar in populaire media en soms zelfs in hoger aangeschreven nieuwsuitzendingen te horen. In de meeste gevallen heeft de vorm in het verlan een grovere, dysfemische connotatie (femme "vrouw" -> verlan meuf "wijf, mokkel"), maar in het geval van illegale middelen of verwijzingen naar het gezag of seks zijn ze eerder verhullend van aard. De connotatie van de etnische verlan-vormen is vaak alleen op grond van de context positief (indien verwijzend naar de eigen groep) dan wel negatief/racistisch (indien gebruikt door buitenstaanders). In enkele gevallen is de verlan-vorm zodanig in de Franse spreektaal ingeburgerd dat er een secundaire verlan-vorm ontstaat, bijvoorbeeld beur (oorspr. uit arabe 'Arabier') -> rebeu, meuf (oorspr. uit femme 'vrouw') -> femeu. De Nederlandse vertaling (achterwege gelaten in de evidente gevallen) is slechts een benadering van de betekenis van de verlan-vorm.
| Verlan         | Normaal    | Vertaling      | Verlan     | Normaal | Vertaling        | Verlan        | Normaal | Vertaling                   |
| beuh           | herbe      | wiet           | iench      | chien   | hond             | ripou         | pourri  | corrupt, plat (van agenten) |
| béton          | tomber     | vallen         | kénn'      | niquer  | neuken           | tasspé, tass' | pétasse | teef                        |
| beur           | arabe      | Arabier        | keuf       | flic    | smeris           | tess'         | cité    | stad, achterbuurt           |
| chanmé         | méchant    | gemeen         | keum'      | mec     | makker, gabber   | teub          | bite    | penis                       |
| chelou         | louche     | gestoord, raar | keutru     | truc    | ding             | teubê         | bête    | stommeling                  |
| cheum          | moche      | lelijk         | meuf       | femme   | wijf, mokkel     | teuch'        | chatte  |                             |
| cimer          | merci      | bedankt        | mifa, mif' | famille | familie          | teuf'         | fête    | feestje, party              |
| einss          | sein       | borsten        | noiche     | chinois | Chinees          | teupu         | pute    |                             |
| enlécu, enlèk' | enculé, er |                | ouf        | fou     | gek, krankzinnig | teuté         | tête    | kop                         |
| femeu          | meuf*      | wijf, mokkel   | pécho      | choper  | pakken, snappen  | vénère        | énervé  | geïrriteerd                 |
| feuj           | Juif       | Jood           | rebeu      | beur*   | Arabier, mocro   | veuch         | cheveux | haren                       |
| galsen         | Sénégalais | Senega- lees   | relou      | lourd   | zwaar            | zarb'/ zarbi  | bizarre | raar, gestoord              |
| géman          | manger     | vreten         | reuf'      | frère   | bro              | iedsp         | pieds   | voeten                      |
| genhar         | argent     | geld, poen     |            |         |                  |               |         |                             |